# Cheick Doucouré
Cheick Doucouré (Bamako, 2000. január 8. –) mali válogatott labdarúgó, az angol Crystal Palace középpályása.

## Pályafutása

### Klubcsapatokban
Doucouré a mali Bamako városában született. Az ifjúsági pályafutását a helyi JMG Academy Bamako és AS Real Bamako csapataiban kezdte, majd 2018-ban a francia Lens akadémiájánál folytatta.
2018-ban mutatkozott be a Lens másodosztályban szereplő felnőtt csapatában. Először a 2018. július 27-ei, Orléans ellen 2–0-ra megnyert mérkőzésen lépett pályára. Első gólját 2018. november 30-án, a Lorient ellen 2–2-es döntetlennel zárult találkozón szerezte meg. A 2019–20-as szezonban feljutottak a Ligue 1-be.
2022. július 11-én 21,3 millió euró ellenében az angol első osztályban érdekelt Crystal Palace együtteséhez szerződött a 2026–27-es idény végéig.

### A válogatottban
Doucouré 2017-ben hét mérkőzés erejéig tagja volt a mali U17-es válogatottnak.
2018-ban debütált a felnőtt válogatottban. Először a 2018. november 17-ei, Gabon ellen 1–0-ra megnyert Afrikai Nemzetek Kupája-selejtezőn lépett pályára.

## Statisztikák
2022. október 1. szerint
| Klub           | Szezon   | Osztály        | Bajnokság | Bajnokság | Kupa és ligakupa | Kupa és ligakupa | Nemzetközi | Nemzetközi | Összesen | Összesen |
| Klub           | Szezon   | Osztály        | Meccs     | Gól       | Meccs            | Gól              | Meccs      | Gól        | Meccs    | Gól      |
| -------------- | -------- | -------------- | --------- | --------- | ---------------- | ---------------- | ---------- | ---------- | -------- | -------- |
| Lens           | 2018–19  | Ligue 2        | 31        | 2         | 2                | 0                | —          | —          | 33       | 2        |
| Lens           | 2019–20  | Ligue 2        | 21        | 1         | 2                | 0                | —          | —          | 23       | 1        |
| Lens           | 2020–21  | Ligue 1        | 33        | 2         | 2                | 2                | —          | —          | 35       | 4        |
| Lens           | 2021–22  | Ligue 1        | 34        | 1         | 3                | 0                | —          | —          | 37       | 1        |
| Lens           | Összesen | Összesen       | 119       | 6         | 9                | 2                | 0          | 0          | 128      | 8        |
| Crystal Palace | 2022–23  | Premier League | 7         | 0         | 0                | 0                | —          | —          | 7        | 0        |
| Összesen       | Összesen | Összesen       | 126       | 6         | 9                | 2                | 0          | 0          | 135      | 8        |

### A válogatottban
2022. szeptember 23. szerint
| Válogatott | Év       | Pályára lépés | Gól |
| ---------- | -------- | ------------- | --- |
| Mali       | 2018     | 1             | 0   |
| Mali       | 2019     | 4             | 0   |
| Mali       | 2020     | 2             | 0   |
| Mali       | 2021     | 1             | 0   |
| Mali       | 2022     | 1             | 0   |
| Összesen   | Összesen | 9             | 0   |

## Sikerei, díjai
Lens
- Ligue 2
  - Feljutó (1): 2019–20

## Fordítás
Ez a szócikk részben vagy egészben  a   Cheick Doucouré című angol Wikipédia-szócikk fordításán alapul.  Az eredeti cikk szerkesztőit annak laptörténete sorolja fel. Ez a jelzés csupán a megfogalmazás eredetét és a szerzői jogokat jelzi, nem szolgál a cikkben szereplő információk forrásmegjelöléseként.